# Fugl Phønix i Ribe
Fugl Phønix i Ribe er en film fra 1988 instrueret af Tue Ritzau.

## Handling
En film om kunstneren Carl-Henning Pedersen og hans udsmykning af Ribe Domkirke.